# نقش تاریخی منجمان در دربار خسرو پرویز
در اواخر دوران ساسانی نشانه‌هایی از شکفتگی و تجدید حیات فرهنگ ایرانی به چشم می‌آید. انوشیروان، جد خسرو پرویز، به دانش و حکمت وفلسفهٔ یونانی و هندی علاقه داشت. در زمان انوشیروان پولس ایرانی خلاصه‌ای از منطق ارسطو را برای وی تألیف کرد و کتاب‌هایی نیز در زمینهٔ فلسفه و نجوم و طب یونانی به زبان پهلوی تألیف شد و بعدها در اوایل عهد اسلامی از همین زبان پهلوی به عربی نقل گشت. مدرسهٔ پزشکی جندی‌شاپور که مخصوصاً نسطوری‌ها در آنجا به نقل علوم یونانی اشتغال داشتند، درین عصر به اوج فعالیت خویش دست یافته بودند. از لحاظ فرهنگ ملی پربارترین حاصل این دوران تجدید حیات، اهتمام در تدوین اوستا بود. علاقه‌ای که انوشیروان به دانش و حکمت نشان می‌داد به هر علت که بود، در هر حال انعکاس وجود نوعی فکر تجددگرایی در عصر وی بود اما خسرو پرویز برخلاف جدش علاقهٔ زیادی به فکر و فلسفه نشان نداد. همچنین ابداً نمی‌توان گفت که خسرو شخصاً علاقه‌ای به مباحث الهی و مسائل دینی داشته‌است ولی ممکن است مواقعی برای مقاصد سیاسی لازم دیده‌باشد که اهتمامی در باب دین زرتشتی نشان بدهد و بدگمانی روحانیان را نسبت به اعتقادات خود برطرف کند. خسرو پرویز بنابر بخاطر علاقه‌ای که به زنان مسیحی خویش داشت گاه گاه خود را نسبت به آیین مسیح علاقمند نشان داد و این اظهار علاقه تا حدی بود که پاره‌ای از ساده لوحان مسیحی، او را مسیحی پنداشتند. اشتغال به زنان از اسبابی بود که او را به خرافات و فال و نجوم علاقمند کرد با وجود این دوران سلطنت خسرو پرویز دست کم در زمینهٔ موسیقی و سرود یک دوران طلائی در تاریخ ایران شمرده می‌شود. برای پی بردن به نقش و نفوذ ستاره شناسان و خرافات بر روی خسرو، جای دارد، به محاکمه و دفاعیات خسرو پرویز، به کیفر خواستی که قبل از کشتن وی تنظیم شده بود، توجه شود.

## اعتقادات خرافی خسرو
طبری روایت کرده‌است که پیوسته در دربار، پیرامون خسرو پرویز جماعت کثیری، منجم و غیبگو، جای داشته‌اند و تعداد آن‌ها را به عدد ایام سال ۳۶۰ نفر ذکر کرده‌است. 
سن کریستین می‌نویسد «اینکه می‌گویند، خسرو پرویز آیین نصاری گرفت، ریشه در واقعیت ندارد ولی روابط دوستانهٔ او با موریکیوس امپراتور بیزانس، ازدواج با دختر وی مریم، نفوذ محبوبهٔ وی شیرین که همگی عیسوی بودند، او را وادار می‌کرد که لااقل در ظاهر نسبت برعایای عیسوی خود نظر مرحمتی داشته‌باشد. در این میان شخص خسرو هم ممکن است، بعضی از خرافات عیسویان را بر موهومات سابق خود، افزوده‌باشد. زیرا بنا بر روایات موجود، مبنای ایمان او بر خرافات بوده‌است.» 
عبدالحسین زرین کوب در تاریخ مردم ایران، قبل از اسلام می‌نویسد، «خسرو بی آنکه علاقهٔ قلبی به آیین مسیح داشته باشد، گاه تا حد یک مسیحی ساده دل، به خرافات قوم علاقه نشان می‌داد. این اظهار علاقه‌اش به آیین مسیح نه از روی تسامح اخلاقی بلکه بیشتر ناشی از بی‌اعتنایی وی، به سنتهای دینی موبدان بود.» 
چون غیبگویان به خسرو گفته بودند که اقامت در تیسفون (پایتخت ساسانی)، بر او نامبارک خواهد بود، از سال ۶۰۴ میلادی، تا زمانی که در سال ۶۲۷ میلادی، هراکلیوس امپراتور بیزانس، بر وی تاخت، به تیسفون پا نگذاشت و اقامتگاه مطبوع او کاخ دستگرد در فاصلهٔ صد کیلومتری از پایتخت بود.

## بازپرسی از خسرو پرویز
در سال ۶۲۸ میلادی، شیرویه به همراهی بعضی از بزرگان تیسفون، خسرو پرویز را از سلطنت خلع کرده و زندانی کرد. او در قتل پدر تردید داشت ولی بزرگان او را در این دو کار مخیر کردند که یا پدر را بکشد یا از تاج و تخت بگذرد. شیرویه در صدد دفع الوقت بر آمد و پرسشنامه‌ای ترتیب داد. در محاکمه و دفاعیات خسرو پرویز نفوذ منجمان، در تصمیم گیری‌های مهم خسرو پرویز، کاملاً مشهود است.
نلدکه در اصالت این نقل قول‌ها تردید دارد و اعتقاد دارد که «این محاکمه و گفتگو، چندی بعد از قتل خسرو، توسط یکی از رجالی که کاملاً در قضایا وارد بوده و می‌خواسته از خسرو دفاع کند، نوشته شده‌است.» برخلاف نظر نلدکه بیشتر محققین بر صحت نسبی این استنطاق و دفاعیات خسرو صحت گذاشته‌اند و به عنوان یک واقعهٔ تاریخی، در تاریخ طبری به تفصیل آورده شده‌است.

## حبس خانگی هیجده پسر خسرو پرویز و ممانعت از ازدواج آنها
خسرو در مدت سی و هشت سال سلطنت خود، مانع از ازدواج و وصلت پسران خود شد. آن‌ها در بابل در حصر خانگی بودند و خسرو برای تربیت و ادب آن‌ها کمال سختگیری را بعمل آورده و مراقب گماشته بود تا از آنجا بیرون نروند و هیچ زنی به آن‌ها نزدیک نشود.
خسرو بنابر روایت طبری، سه هزار زن، در حرمسرای خود داشت، با این وجود تنها دو نوهٔ پسری، بنام‌های یزدجرد و اردشیر، پس از مرگ وی و پسرانش، از خون خسرو، در دودمان ساسانی، برجای ماندند.
شهریار، پسر یا پسر خواندهٔ شیرین، فرزندی پنهانی، بنام یزدجرد (یزدگرد سوم) از زنی سیاه پوست که جزء خدمهٔ قصر بود، داشت. شیرین او را، دور چشم خسرو، پرورش داده و در امان نگه داشته‌بود.
شیرویه که مادرش مریم، دختر امپراتور بیزانس بود، نیز پسری بنام اردشیر سوم، قبل از مرگ زود هنگام خود، بر جای گذاشت که هنگام مرگ پدر هنوز خردسال بود. اردشیر سوم نیز بعد از یکسال و نیم حکمرانی، بدست شهروراز به هلاکت رسید.
قتل عام هفده پسر وی که طبری دربارهٔ آن‌ها می‌گوید «خداوندان ادب و شجاعت و مروت بودند»، به دست شیرویه همزمان با قتل پدر انجام گرفته و پس از آن خاندان ساسانی، با بحران نداشتن وارثی به حق و مورد قبول همگان که توانایی ادارهٔ کشور را داشته باشد، روبرو شد.
خسرو در دفاع از خود می گوید «منجمان حکم کرده‌بودند که از از اهل بیت تو و فرزندان تو فرزندی آید که ملک عجم، به دست او نابود خواهد شد. من خواستم تا من زنده باشم، این نسل نیاید.» 

## قصد خسرو برای کشتن یزدجرد و وساطت شیرین
از همهٔ پسران خسرو، شهریار بزرگتر بود و بسوی شیرین کس فرستاد که پنهانی زنی را نزد او فرستد، هرکس که می‌خواهد باشد. شیرین پرستاری سیاه را که نزد وی حجامت می‌کرد، پیش شهریار فرستاد و آن زن بار گرفت و پسری را به دنیا آورد. شیرین نام پسر را یزدجرد گذاشت و فرمان داد که از مداین بیرون بردند و تا پنج سالگی بچه را در خانه پنهان کرده و به دست دایگان سپرده‌بود.
روزی خسرو به شیرین گفت که «بی‌دلیل و به عبث نسل خود را از بین بردم و به فرزندان زن ندادم.» و از کار خود پشیمان شده‌بود. شیرین گفت «خواهی تا از نسل خود پسری ببینی، از نسل پسرانت؟» خسرو گفت «خواهم، پسر کیست؟» شیرین گفت «از نسل شهریار است.» پرویز شاد شد و یزدجرد را کنار خویش نشاند و بسیار خواسته به او داد.
پس از چندی سخن منجمان یاد او آمد که پسری که ملک عجم به دست او نابود شود، نقصی در اندامش دارد پس یزدجرد را برهنه کرد. تمام اندام او صحیح و سالم بود مگر اینکه نشستگاه چپ او، از راست کوچکتر بود. خسرو ترسید و گفت «از وی حذر باید کرد.» و خواست که او را بزمین بزند و بکشد اما شیرین یزدجرد را از دست وی گرفت و گفت «آنکه تو از وی می‌ترسی، این کودک نیست.» پرویز گفت «راست می‌گویی، اکنون این پسر را، از پیش من ببر که هرگز نمی‌خواهم چشمم به او بیفتد.» شیرین یزدجرد را به سواد (عراق) فرستاد. پرویز از آن پس، کار مراقبت از پسران را سخت‌تر از قبل گرفت و دل همهٔ پسران بر وی تباه شد.

## قتل مردانشاه
مردانشاه پاذوسپان نیمروز، سالار سپاه بود و مطیع و نیکخواه خسرو پرویز. خسرو دو سال پیش از خلع شدن سرانجام کار خویش را از منجمان پرسید و بدو گفتند که مرگ وی از جانب نیمروز باشد. وی به مردانشاه بدگمان شد و از او بترسید که مردی بزرگ بود و در آن ناحیه کس چون او قوت و قدرت نداشت. به او نامه نوشت که بیاید و چون بیامد بهانه می‌جست تا او را بکشد اما نیافت و شرمش آمد که اطاعت و نیکخواهی و خدمتگری وی را نیک می‌دانست و بر سر آن شد که او را نگهدارد و بگوید تا دست راست وی را ببرند و در عوض مال فراوان بدو بذل کند.
چنان بود که قطع دست و پا و سر، در میدان شاهی بود و خسرو آن روز که فرمان داده‌بود، دست مردانشاه را ببرند، کس فرستاد تا بداند او چه می‌گوید و نظارگان چگونه سخن می‌کنند. چون دست راست مردانشاه را ببریدند آن را به دست چپ گرفت و ببوسید و به کنار خویش گرفت و اشک ریزان و نالان همی گفت «دریغا بخشنده‌ام، دریغا تیر افکنم، دریغا خط نویسم، دریغا ضربت زنم، دریغا بازی کنم، دریغا عزیزم.»
چون فرستاده باز آمد و آنچه دیده بود و شنیده بود به خسرو بگفت او رقت آورد و پشیمان شد و یکی از بزرگان را به نزد وی فرستاد و ابراز پشیمانی کرد و پیغام داد که هر چه بخواهد و میسر باشد می‌پذیرد و بدو می‌دهد.
مردانشاه به جواب خسرو را دعا کرد و گفت «ای پادشاه کرم ترا نیک می‌شناسم و سپاسگزارم و به یقین می‌دانم که این کار نا به دلخواه با من کردی، حکم قضا بود. اکنون از تو چیزی می‌خواهم، قسم یاد کن که دریغ نکنی.»
خسرو قسم خورد، هر چه مردانشاه بخواهد، انجام دهد. مردانشاه خواست که خسرو فرمان دهد تا گردنش را بزنند تا ننگ دست بریدگی بر وی نماند. خسرو بگفت تا گردنش را بزدند که نخواست قسم بشکند.
خسرو سپس از مهرهرمزد پسر مردانشاه خواست که بجای پدر به بابل برود ولی مهرهرمزد نپذیرفت و از لشکری خسرو، خود را کنار کشیده و در دشمنی خسرو ثابت قدم شد. بعد از کشتن مردانشاه دل همهٔ عجم بر خسرو تباه شد. بعدها مهرهرمزد به شیرویه پیوست و بیاری دیگر بزرگان تیسفون، خسرو را از سلطنت خلع کرده، شیرویه را جایگزین کردند.
شیرویه بعد از به قدرت رسیدن، خود را ناچار به کشتن پدر یافت و برای کشتن خسرو، ابتدا یکی از سرهنگان بزرگ را فرستاد که خسرو پرویز او را نپذیرفته و گفت «برو، که کار مرگ من بدست تو نیست.» شیرویه مردی دیگر را فرستاد خسرو باز هم او را پس فرستاد. سپس شیرویه، که (احتمالاً داستان کشته شدن مردانشاه را می‌دانسته)، مهرهرمزد پسر مردانشاه را برای کشتن خسرو، انتخاب کرده و پیش خسرو فرستاد. مهرهرمز پیش خسرو رفت و پرویز چون او را شناخت، گفت «مرگ من بدست تو است که منجمان مرا گفته بودند، مرگ من بدست کسی باشد، از نیمروز و آنزمان من تو را نمی‌شناختم و پدرت را کشتم.» 
سرانجام این مهرهرمزد بود که خسروپرویز را در زندان به خونخواهی پدر بقتل رساند.
عبدالحسین زرین کوب می‌نویسد، سوءظن‌های خسرو، نه فقط ایران را از وجود مردانی که ممکن بود، در هنگام بحران به درد کشور بخورند، محروم کرده بود بلکه خانوادهٔ ساسانی را هم از شاهزادگان لایق و کارآمد تهی ساخت.

## فرمان قتل نعمان سوم آخرین پادشاه خاندان لخمی
خسرو پرویز بر نعمان سوم، واپسین شاه، خاندان لخمی بدگمان شد و او را کشت و به روایتی در زیر پای فیل افکند. خاندان لخمی پیروان ساسانیان و مدافع منافع شاهان ساسانی، در منطقهٔ بین النهرین یا عراق امروزی محسوب می شدند.
دلیل این بدگمانی را خود وی، چنین شرح داده‌است «من، نعمان را نه بخاطر زن ندادنش به من کشتم نه بخاطر دروغ‌های دبیر. آن وقت که از دست بهرام چوبین گریختم و به روم رفتم، راهبی را دیدم که گفت این ملک از خاندان ما برود و بدست مردی بزرگ از عرب بیفتد و نگفت که آن مرد کیست و من چون در بین اعراب از نعمان بن منذر کسی بلند پایه‌تر نمی‌شناختم، بدلم آمد که این عرب او بود و بهانه جستم و او را جهت نجات کشور کشتم، تا ملک را برای خاندان و اهل بیت خویش حفظ کرده‌باشم.»
تاریخ‌دانان یکی از دلیل‌های سرنگونی ساسانیان را به دست اعراب، از میان برداشتن و کشتن نعمان سوم و خاندان لخمی می‌دانند.